# 王尔卓
王尔卓（1987年2月5日—），是一名中国足球运动员。

## 职业生涯
王尔卓少年时在陕西国力的梯队中接受训练，但是2005年初俱乐部解散。2006年，原来的上海国际搬迁到西安并改名为西安国际（后又改名陕西浐灞），王尔卓通过试训成功签约，正式成为职业球员，他也是当时球队中唯一的陕西人。在成耀东当主帅期间，王尔卓是球队当打的主力。然而随着主帅的更迭，这名陕西本土球员在球队里逐渐找不到位置，在2010年7月二次转会截止日期，王尔卓以租借方式加盟深圳红钻。由于半年沒有參加正式比賽而狀態未恢復的王尔卓多擔任替補出場或意外首發，意在打亂對手原有布防的奇兵。對長沙金德的保級對決中，王尔卓打入一記少有的頭球為球隊先拔頭籌，最終取得關鍵勝利。王尔卓亦在最后一輪與遼寧的保級戰中首發，助深圳隊成功保級。
2012年初，王尔卓跟随陕西浐灞迁到贵州，7月中旬，他和队友廖林琨、张成祥一起被租借到中国足球乙级联赛球队陕西老城根。他在2012年中国足球乙级联赛分区赛中射进5个进球，帮助陕西老城根以北区第四名的成绩进入总决赛。但总决赛八强战中，陕西老城根两回合0比2不敌南区第一名贵州智诚被淘汰，无缘升级。2013年1月，王尔卓和贵州人和解约。2月，王尔卓自由转会加盟中国足球甲级联赛球队成都谢菲联。